# PARIS on the City!
PARIS on the City!（パリスオンザシティ）は、日本の4人組ロックバンド。所属レーベルはWaikiki Record。

## 概要
2017年1月、明神ナオを中心に結成される。同月24日、下北沢MOSAiC主催『City Lights vol.19』で初ライブを行う。2023年8月にベースメンバーが脱退、2024年3月よりイマ・イマイが加入し、新体制になる。

## メンバー
- 明神ナオ(Vo/Gt・1991年9月2日)
- 阿久津信也(Dr/Cho・1992年12月1日)
- 小林ファンキ風格(Gt/Cho・1993年6月28日)
- イマ・イマイ(Ba/Cho・1993年2月1日)

### 元メンバー
- 田中裕一(Ba/Cho・1988年12月19日)

## 来歴
2023年リリースのDa-iCE のアルバム『SCENE』にて、明神ナオがDa-iCE の和田颯と共同で楽曲「H?NTO」を制作し、Da-iCE との初コラボを果たす。
2024年、Da-iCEの楽曲「Story」のMVに出演。同作の制作には、明神ナオと小林ファンキ風格が携わっている。
2024年、クラウドファンディングで制作費を募り、アルバム『PARIS on the City!!』を制作。同作の一部楽曲には、メンバーが尊敬する大久保薫、馬瀬みさき、宮野弦士が編曲で参加している。

## ディスコグラフィ

### 配信限定シングル
|     | 発売日         | タイトル               |
| --- | -------------- | ---------------------- |
| 1st | 2019年11月13日 | めぐるちゃん           |
| 2nd | 2021年4月23日  | 愛の爆心地             |
| 3rd | 2021年5月14日  | 間違った               |
| 4th | 2021年6月1日   | ふぁっきゅーせんきゅー |
| 5th | 2021年6月10日  | 林檎79号線             |
| 6th | 2023年4月5日   | さくらソング           |

## ミュージック・ビデオ
| 公開日     | 監督         | 曲名                         | 備考                               |
| ---------- | ------------ | ---------------------------- | ---------------------------------- |
| 2017/04/06 |              | スーパースター               | 撮影協力:高安謙太郎、高木セイラ    |
| 2017/10/27 |              | さよならエンジェル!          | 映像出演:鷹尾大輔(ガリ勉ダイスケ)  |
| 2017/11/06 | 奥田侑史     | この世で一番嫌いな君を       | 出演:明神ナオ、平田純              |
| 2018/02/08 | 坂本陽一     | 櫛                           |                                    |
| 2018/04/03 | 坂本陽一     | 来世までガールフレンド       |                                    |
| 2018/11/29 |              | 言い訳を抱いて               | 映像協力:山田雄太、宮城有輝、EGS-P |
| 2019/06/05 | Nira Tylor   | お陰様で彼氏ができそうです。 | 出演:こぴ                          |
| 2019/11/13 |              | めぐるちゃん                 |                                    |
| 2020/03/10 |              | これまでのこと               | 出演:島崎莉乃                      |
| 2020/04/24 | 栗原こうへい | れあもの                     |                                    |

## 主なライブ

### ワンマンライブ・主催イベント
| 開催           | タイトル |
| -------------- | --- |
| 2017年3月30日  | PARIS on the City!present 3マンライブ‼︎『RHAPSODIE on the City!』                                                                 |
| 2017年8月10日  | PARIS on the City ! リリースパーティーワンマンライブ 『全然LOVERS!』                                                             |
| 2017年8月26日  | 祝!! PARIS on the City !レコ発ワンマン追加公演“全然LOVERS!”                                                                      |
| 2017年11月10日 | PARIS on the City ! Release tour 「この世で一番嫌いな君のPARTY!」                                                                |
| 2017年11月14日 | Slow Time Communication ワンマンライブシリーズ                                                                                   |
| 2017年11月26日 | PARIS on the City!“この世で一番嫌いな君へ”Release Party!                                                                         |
| 2018年8月18日  | 「パリジェンヌ、空中でポップに抱かれるTOUR」＠名古屋新栄 CLUB ROCK'N'ROLL                                                        |
| 2018年8月19日  | 「パリジェンヌ、空中でポップに抱かれるTOUR」＠大阪心斎橋 Live House Pangea                                                       |
| 2018年8月24日  | 「パリジェンヌ、空中でポップに抱かれるTOUR」＠東京下北沢CLUB Que                                                                 |
| 2018年12月2日  | PARIS on the City! 2nd mini album「寧ろ最低だった恋のストーリー」〜Presented by Kapoera〜                                        |
| 2018年12月3日  | PARIS on the City! 2nd mini album「寧ろ最低だった恋のストーリー」〜Presented by KYODO OSAKA & OSAKAMUSE〜                        |
| 2018年12月6日  | 2nd.mini albumリリースツアーファイナルワンマン「寧ろ最低だった恋のストーリー」                                                   |
| 2019年4月19日  | パリス・コネクション |
| 2019年12月24日 | PARIS on the City! ワンマンライブ「RHAPSODIE ON THE CITY!」                                                                      |
| 2020年7月18日  | PARIS on the City! 生配信ワンマンライブ                                                                                          |
| 2020年12月3日  | 「これまでリリースした曲全曲やるワンマンライブ配信」＠渋谷 La.mama ※「いろいろめぐるちゃんツアー2020」ツアーファイナル(振替公演) |

### 出演イベント
| 開催           | タイトル                             |
| -------------- | ------------------------------------ |
| 2017年6月17日  | YATSUI FESTIVAL! 2017                |
| 2017年10月29日 | Love sofa – レギュラーズSpecial!!! – |
| 2017年12月24日 | Love sofa X’mas 3days Special        |
| 2018年2月25日  | Love sofa                            |
| 2018年5月13日  | Love sofa Tokyo                      |
| 2018年5月15日  | MIYAMASU GO UP FES                   |
| 2018年5月26日  | Shimokitazawa SOUND CRUISING 2018    |
| 2018年6月17日  | YATSUI FESTIVAL！ 2018               |
| 2018年7月1日   | MIYAMASU GO UP FES                   |
| 2018年7月7日   | 見放題2018                           |
| 2018年10月13日 | No Maps ROCK DIVERSITY               |
| 2018年12月1日  | 下北沢にて’18                        |
| 2018年12月22日 | Lovesofa X'mas SP                    |
| 2019年2月2日   | でらロックフェスティバル             |
| 2019年3月2日   | 見放題東京2019                       |
| 2019年5月19日  | Love Sofa Tokyo                      |
| 2019年5月25日  | Shimokitazawa SOUND CRUISING 2019    |
| 2019年6月16日  | YATSUI FESTIVAL! 2019                |

## インタビュー
- OTOTOY「PARIS on the City! が描くポップだけどちょっぴりひねくれた物語──初アルバムを配信開始&インタヴュー」
- エンタメステーション「PARIS on the City!　にわかに注目を集める彼らならではの恋愛の描き方が、新作でなぜいっそうポップに響くのか？」
- OTOTOY「妄想から生まれる最悪で最高の“彼女”たち──明神ナオ(PARIS on the City! )単独インタヴュー」
- Ballooo by TOSMY「新星バンドPARIS on the City!ずるいくらいの多面性にはまりそう」
- PARIS on the City!新体制での初アルバムは“リスナー参加型”